# Kalenik, Vidin
Kalenik (în bulgară Каленик, în română Călinic) este un sat în comuna Vidin, regiunea Vidin, Bulgaria. Localitatea a fost locuită compact de românii din Timocul bulgăresc.

## Demografie
Componența etnică a satului Kalenik
     Bulgari (95,78%)
     Nicio identificare (4,21%)
     Altele (0%)
La recensământul din 2011, populația satului Kalenik era de 285 locuitori. Din punct de vedere etnic, majoritatea locuitorilor (95,78%) erau bulgari. Pentru 4,21% din locuitori nu este cunoscută apartenența etnică.